# 余笑予
余笑予（1935年—2010年12月26日），原名余昌荣，湖北汉阳人，中国戏剧导演艺术家，中国戏剧家协会原副主席，第八、九届全国人大代表。